# Brandon Keener
Brandon James Keener (ur. 1 października 1974 w Fort Smith) – amerykański aktor filmowy. Ukończył University of Arkansas.

## Filmografia

### Filmy fabularne
- 1999: Angol (The Limey) jako podniecony chłopak
- 2000: Kosmiczna załoga (Galaxy Quest) jako technik 2
- 2000: Traffic jako turysta
- 2002: Full Frontal. Wszystko na wierzchu jako asystent Franceski
- 2002: Złap mnie, jeśli potrafisz jako pilot
- 2004: Criminal – Wielki przekręt jako kelner / Daniel
- 2006: Dobry Niemiec (The Good German) jako Clerk
- 2008: Co jest grane? (What Just Happened) jako młody studyjny wykonawca
- 2008: Cziłała z Beverly Hills (Beverly Hills Chihuahua) jako kelner
- 2009: Kobiety pragną bardziej (He’s Just Not That Into You) jako Jarrad
- 2011: Heca w zoo (Zookeeper) jako Nimer
- 2012: Mama i ja (The Guilt Trip) jako Ryan McFee
- 2014: Noc oczyszczenia: Anarchia jako Warren Grass
- 2014: Wojownicze Żółwie Ninja jako prezenter wiadomości

### Seriale TV
- 2004: Nowojorscy gliniarze jako Tim Semple
- 2005: Bez śladu jako zastępca szeryfa Fox
- 2006: Inwazja jako porucznik Air Force – William Blount
- 2007: Diabli nadali jako Mitch
- 2010: Justified: Bez przebaczenia jako pan Ferguson
- 2010: Pacyfik jako Charles Dunworthy
- 2010: Obrońcy jako Leonard Jackson
- 2011: Anatomia prawdy jako Chris Quinn
- 2012: Castle jako Charlie Coleman
- 2012: Zabójcze umysły jako Jason Nelson
- 2012: Podmiejski czyściec jako Theo
- 2013: Zemsta jako Evan Spradlin
- 2013: Doktor Hart jako Tanner Hughes
- 2014: CSI: Kryminalne zagadki Las Vegas jako Owen Linder
- 2014: Graceland jako Leon
- 2014: Agenci NCIS: Los Angeles jako asystent prokuratora USA Rick Sullivan
- 2015: Byli jako Will Mullen